# تخت نادر

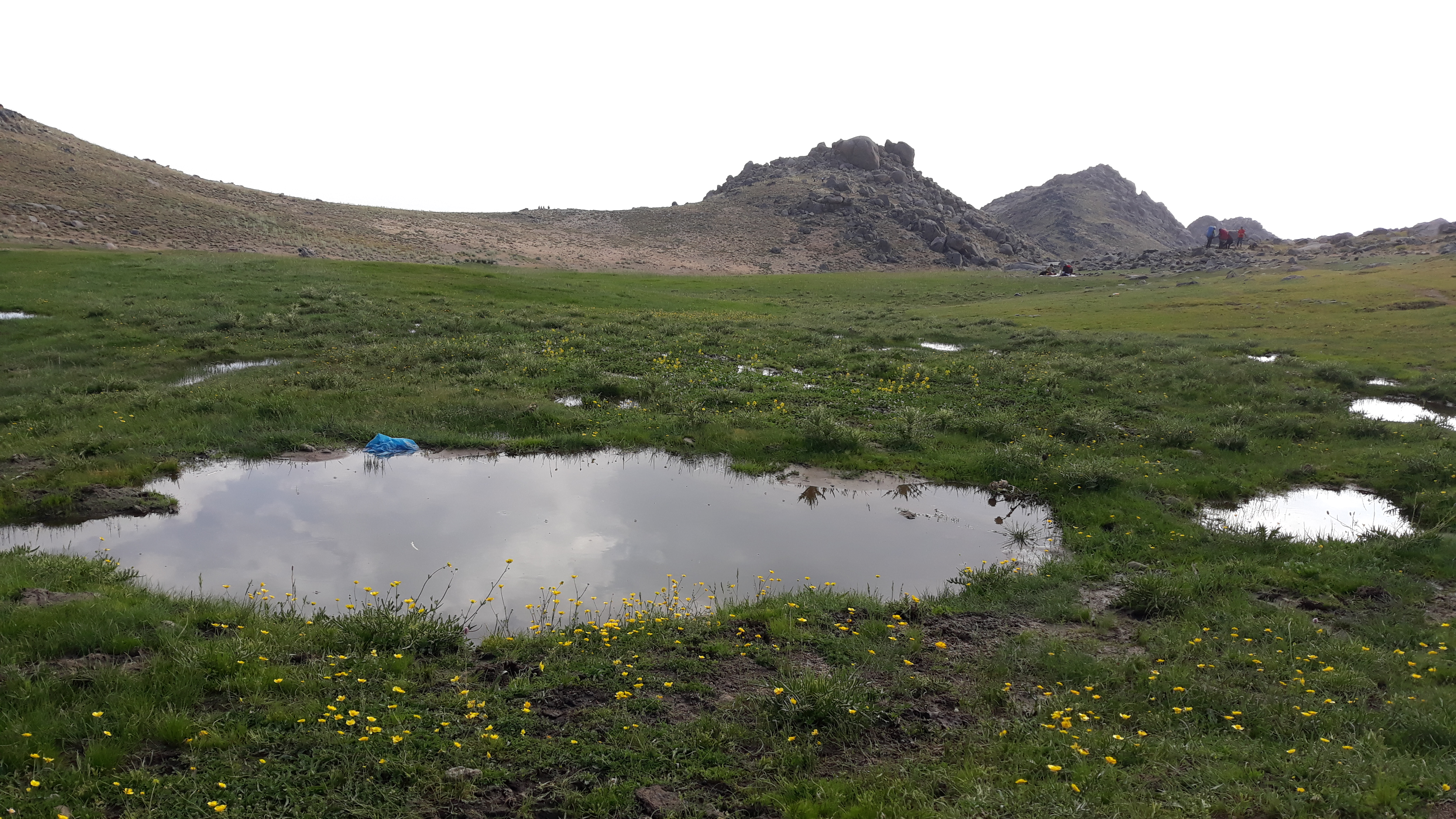

تخت نادر یکی از دشت‌های کوهستان الوند است. در ادامهٔ مسیر صعود به قله الوند قرار دارد و محوطه‌ای به مساحت تقریبی یک و نیم هکتار، با شیب کم و پوشش گیاهی چمن‌زار کوهستانی را در بر می‌گیرد. تخت نادر ۳۰۰۰ متر از سطح دریا ارتفاع دارد.
در کوهستان الوند علاوه بر قلل مرتفع و شیب‌دار، دشت‌های کوچکی وجود دارد؛ که سطح آن‌ها از چمن‌زار پوشیده شده و چشمه‌های بسیار در آن‌ها جریان دارد. با توجه به این که این دشت‌ها نسبتاً مسطح هستند، به صورت جایگاهی مناسبی برای استراحت و اتراق کوهنوردان مورد استفاده قرار می‌گیرند. مهم‌ترین این دشتک‌ها عبارتند از: میدان میشان، تخت نادر، چمن شاه‌نظر و تخت رستم.

## منبع
1. ↑  ابراهیمی، سیمای میراث فرهنگی همدان، ۱۶۹.

- ابراهیمی، پروین (۱۳۸۲). سیمای میراث فرهنگی همدان. تهران: سازمان میراث فرهنگی کشور. شابک ۹۶۴-۷۴۸۳-۶۸-۶.